# ناحية مركز الأتارب
ناحية مركز الأتارب إحدى نواحي سوريا تتبع إداريّاً لمحافظة حلب منطقة الأتارب ومركزها بلدة الأتارب، بلغ تعداد سكان الناحية 76,962 نسمة حسب التعداد السكاني لعام 2004، فُصلت ناحية الأتارب من منطقة جبل سمعان وتحولت إلى منطقة الأتارب وقسمّت لثلاث نواحي بعد صدور مرسوم جمهوري بهذا الخصوص.

## بلدات وقرى ناحية مركز الأتارب
الأبزمو، الأتارب، كفر عمة، كفر كرمين، معارة الأتارب، السحارة، تديل، التوامة.